# Alf Nyberg
Alf Erik Gunnar Emanuel Nyberg, född 19 juni 1911 i Vimmerby, död 10 oktober 1993 i S:t Görans församling i Stockholm, var en svensk meteorolog. 

## Biografi
Nyberg blev filosofie licentiat 1938, filosofie doktor vid Uppsala universitet 1945 på avhandlingen Synoptic-Aerological Investigation of the Weather Conditions in Europe 17–24 April 1939 och docent i meteorologi där samma år. Han blev meteorolog vid SMHA 1938, förste statsmeteorolog 1945, byråchef 1952, överdirektör och chef för SMHI 1955 samt var generaldirektör och chef där 1964–1977. 
Nyberg innehade uppdrag för Förenta nationerna (FN) i Syrien 1954, i Östafrika 1962, i Mexiko 1973, i Libyen 1978 och i Bangladesh 1979–1980. Han blev ständig representant för Sverige i Meteorologiska världsorganisationen (WMO) 1955, ordförande för dess europeiska association 1956–1963 och president för WMO 1963–1971.Under hans presidentskap introducerades World Weather Watch, Global Atmospheric Research Programme samt en särskild Volontary Cooperation Programme för att utöka observationer från den södra hemisfären. Han var också aktiv i upprättandet av European Centre for Medium-Range Weather Forecasts i England 
Nyberg invaldes som ledamot av Kungliga Skogs- och Lantbruksakademien 1960 och av Kungliga Vetenskapsakademien 1972.Han blev hedersmedlem av American Meteorological Society 1970.Han fick International Meteorological Organizations pris 1978. Han skrev även Vädermärken att lita på (1980) och vetenskapliga artiklar om luftföroreningar i atmosfären och Himlasken och andra ljusfenomen 1985.
Han var gift med Gertrud Grenander Nyberg. De är begravda på Råcksta begravningsplats.

## Utmärkelser
- Kommendör med stora korset av Nordstjärneorden, 6 juni 1974.[2]